# Ka Iu

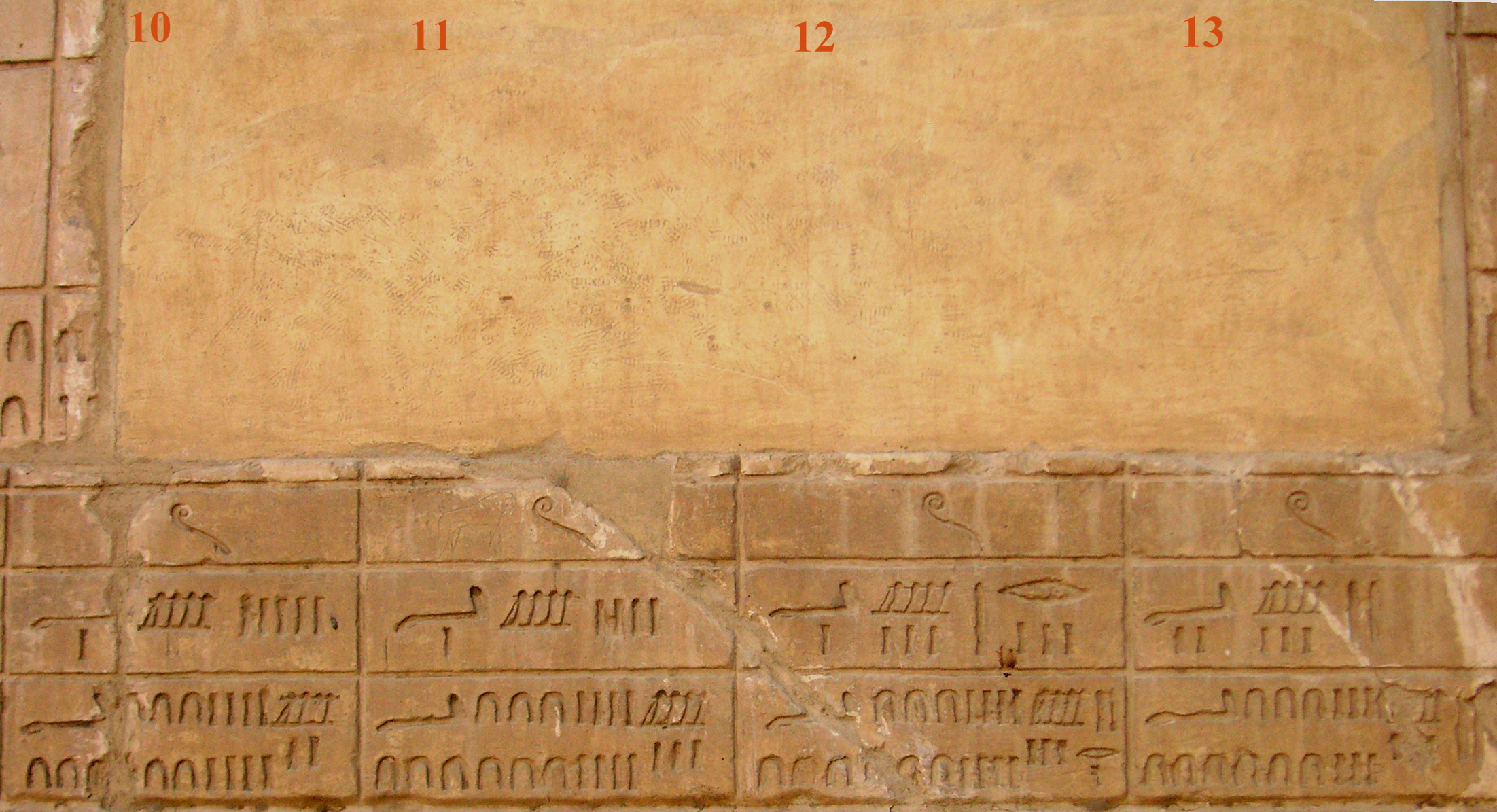
Nombre de los nomos grabados en la capilla de Sesostris I, en el recinto de Karnak (Nomos X, XI, XII y XV) del Bajo Egipto (perdidos).

Ka iu, Theba-ka o Ka-iw (ternero divino) fue el nombre del nomo XII del Bajo Egipto. Este nomo fue de creación tardía y probablemente con anterioridad formaba parte del nomo IX  cuya capital (Anedyety) estaba cerca (unos km al oeste) de Sebennitos.  En la lista de Abidos aparece con el nombre ṯb-nṯrt (Cheb-necher). 
La capital fue Cheben-necher (Sebennitos, hoy Samanud) y otra ciudad importante fue Perhebyt (Behbeit). Plinio y Ptolomeo dan el nombre de Onouphis a este nomo. 
El dios principal fue Onuris-Shu con templo en Sebennitos.